# Bolek Polívka
Bolek Polívka właśc. Boleslav Polívka (ur. 31 lipca 1949 w Vizovicach) – czeski mim, aktor i scenarzysta.
Ukończył studia na Akademii Muzycznej (JAMU) w Brnie. Specjalizuje się w pantomimie, uprawia też jednak  typowe aktorstwo. W telewizji debiutował w latach 70.; popularność i uznanie przyniosły mu komediowe role w filmach Věry Chytilovej. Dwukrotnie honorowano go nagrodą Český lev dla najlepszego aktora filmowego: w 1997 za rolę księdza w dramacie Zapomniane światło, a w 2000 za kreację w komediodramacie Musimy sobie pomagać.
W 1993 założył w Brnie własny teatr – Divadlo Bolka Polívky. Jest autorem sztuk teatralnych, sam je reżyseruje i gra w nich główną rolę. Napisał m.in. Pépe, Trosečník, Poslední leč czy Šašek a královna. Ostatnia z tych sztuk została zekranizowana przez V. Chytilovą w 1987 (polski tytuł Błazen i królowa).

## Wybrane sztuki
- Am a Ea
- Pezza versus Čorba
- Pépe
- Trosečník
- Poslední leč
- Šašek a královna

## Filmografia
- Balada pro Banditu (1978)
- Śnieżyca (1981)
- Šašek a královna (1987)
- Spadek albo Kurwachopygutntag (1992)
- Pod jednym dachem (Pelíšky) (1999)
- Musimy sobie pomagać (Musíme si pomáhat) (2000)
- Pupendo (2003)
- Szczęście (2005)
- Báthory (2008)
- Opieka domowa (2015)